# Hotel Schoonoord
Hotel Schoonoord was een hotel in Oosterbeek. Het hotel werd geopend in 1868 en verwoest tijdens de Slag om Arnhem in september 1944. Het hotel geniet vooral bekendheid als de plek waar de schrijver Jacob van Lennep overleed.

## Achtergrond
Vanaf de 18e eeuw stond er op het perceel al een boerenhoeve met de naam Schoonoord. In de decennia daarna vonden er verschillende verbouwingen plaats, waarbij de boerderij plaatsmaakte voor een statig huis. Hendrik Bernhard Wentink kocht in 1867 op een veiling het landhuis Schoonoord, dat lag op de kruising van de Utrechtseweg en de Pieterbergseweg. De vorige eigenaar Willem Pieter Wolterbeek wilde een hotel beginnen in Schoonoord, maar bezat waarschijnlijk niet de financiële middelen om de plannen door te zetten. Met het nieuwe hotel speelde Wentink in op het opkomende toerisme. Het hotel telde aan de begin van de 20e eeuw veertig kamers, waarmee het relatief groot was voor die tijd. De Veluwezoom was een bestemming voor een langer verblijf voor de welgestelden. Ook veel schilders vonden in de tweede helft van de 19e eeuw hun weg naar Oosterbeek om de - in hun ogen nog ongerepte natuur - in de omgeving van het Gelderse dorp vast te leggen.
In het openingsjaar van het hotel overleed de schrijver Jacob van Lennep er, op 25 augustus 1868. Jan Toorop werkte van 1916 tot 1969 aan veertien panelen voor de kruiswegstatiën voor de Sint-Bernulphuskerk in Oosterbeek. Hij verbleef daarvoor in Hotel Schoonoord. In 1912 had hij de dichteres Miek Janssen leren kennen, de dochter van de toenmalige eigenaar van Schoonoord. Toorop had een hechte band met haar die zou duren tot zijn dood in 1928.
Jan van der Vlist nam in 1921 het hotel over. In 1943 werd het hotel gevorderd door de Duitse Wehrmacht. Tijdens de Slag om Arnhem werd het hotel door de Britten in gebruik genomen als veldhospitaal. Het gebouw werd tijdens de gevechten compleet verwoest. Na de oorlog werd de ruïne gesloopt. In de tuin werden de graven van zestien parachutisten aangetroffen. Van der Vlists dochter Hendrika publiceerde later haar oorlogsdagboek Die dag in september.. Op dezelfde plek verscheen een restaurant onder de naam Schoonoord.